# Delma desmosa
Delma desmosa är en ödleart som beskrevs av Maryan, Aplin och Adams 2007. Delma desmosa ingår i släktet Delma och familjen fenfotingar. Inga underarter finns listade i Catalogue of Life.
Arten förekommer i delstaten Western Australia i Australien. Honor lägger ägg.